# Amelita Galli-Curci

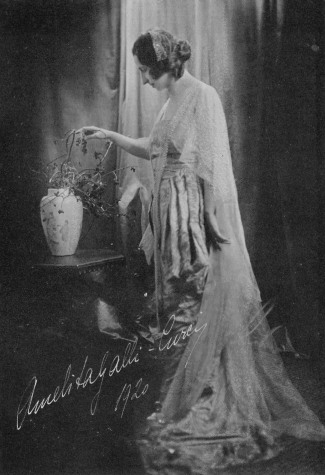

Amelita Galli-Curci (Milão, 18 de Novembro de 1882 — Chicago, 26 de Novembro de 1963) foi uma soprano leggero de coloratura italiana, considerada uma das melhores do século XX.
Nasceu numa família de classe média alta em Milão, onde ela estudou piano na sua juventude. Ela foi inspirada por sua avó a cantar. O compositor de óperas Pietro Mascagni também encorajou Galli-Curci na carreira de cantora. Por sua própria escolha, em grande parte Galli-Curci aprendeu sozinha a cantar, de ouvir outros sopranos, lendo livros antigos e cantando métodos, e praticando exercícios de piano com sua voz.
A estréia de Galli-Curci foi com o papel de Gilda em "Rigoletto" de Verdi, em 1906, após o que alcançou rapidamente a fama.
Em 1908, casou-se com o Marquês Luigi Curci e adicionou o último nome dele ao seu. Eles divorciaram-se e, em 1921, Galli-Curci casou com Homer Samuels, seu acompanhante.
Excursionou extensamente pela Europa e América do Sul. Em 1915 Galli-Curci cantou duas performances de "Lucia di Lammermoor" com Enrico Caruso em Buenos Aires. Aquela era para ser sua única aparição com o lendário tenor. Uma visita aos Estados Unidos em 1916 foi intencionada a ser breve, mas a aclamação que recebeu por suas performances como Gilda em "Rigoletto", em Illinois e Chicago, foi entusiástica e ela aceitou uma oferta da Companhia da Ópera de Chicago. Permaneceu com a companhia durante 1924. Também em 1916, Galli-Curci assinou um contrato de gravação com a Victor Talking Machine Company e gravou extensivamente para a companhia até 1930. Em 1921 Galli-Curci juntou-se ao elenco do Metropolitan Opera em Nova York, permanecendo nesta instituição até sua retirada da ópera em 1930.
Convencida que a ópera era uma arte em via de extinção, Galli-Curci retirou-se dos palcos em Janeiro de 1930 para concentrar-se preferivelmente em apresentações de concertos. Os problemas na garganta tinham-na flagelado por muitos anos e submeteu-se a uma cirurgia em 1935. No ano seguinte, fez seu mal sucedido retorno à ópera como Mimi em "La Bohème", em Chicago.